# Devang Patel
Devang Patel (nacido en Guyarat en 1970) es un actor, cantante, compositor, bailarín, productor y director de cine y artista musical indio. 

## Discografía
Devang incursionó en el género rap y en la comedia, en donde él produjo sus propios álbumes con temas musicales de famosos músicos de todo el mundo. Considerado como un talentoso artista de múltiples, incursionó en el cantó, el baile, la actuación, la parodia y entre otros. Además supo mantener a las audiencias en diferentes divisiones. También ha participado en varias películas de Bollywood como 'Chahat' protagonizada por Shahrukh Khan. Algunos de sus otros éxitos de Devang incluyen temas musicales como "Madhuri Mili Rastein Mein" y "Meri Marzi", para el cine "Gambler", en la que incluyen algunas otras canciones como 'Chalu girl', 'Aye Raju' y 'Bamboo no. 5'.

### Patel Scope (2000) Times Music
1. "Aye Raju" parodia  de Alane de Wes Madiko.
2. "Ladoo Kha" parodia  de Coco Jamboo de Mr. President
3. "Hathi Pajee" parodia  de Tic, Tic Tac de Chilli ft. Carrapicho
4. "Ghoom Ghoom" parodia  de Boom Boom Boom Boom de Vengaboys.
5. "Mauj hi Mauj"
6. "Kanwara Bechara"
7. "Bhai mere Bhai"  parodia de Chal Mere Bhai de Chal Mere Bhai.
8. "Thoka" parodia  de Livin' la Vida Loca de Ricky Martin.
9. "Hat ke Rehna" parodia  de Macarena.
10. "Papa Ke Papa" parodia  de We Like to Party de Vengaboys.
11. "Karna Nai" parodia  de Cotton-Eyed Joe por Dorothy Scarborough.
12. "Mufat Mein Jo Mile" parodia  de The Cup of Life de Ricky Martin.

### Patel Scope II
1. "Bloody Fool" parodia  de Daddy Cool de Boney M.
2. "Aye Mere Seth" parodia  de "Ek Pal Ka Jeena" de Kaho Naa... Pyaar Hai
3. "Taal Pe Baal" parodia de Taal Se Taal de Taal.
4. "Chasma Chasma" parodia  de Hamma de Bombay.
5. "Kuttha Kaata" parodia  de Who Let the Dogs Out? de Baha Men.
6. "Don't Mind" parodia  de Şımarık de Tarkan y Kiss Kiss yHolly Valance.
7. "Apun Bola" parodia de Apun Bola por Josh.
8. "Oh O Janne Janna" parodia de O O Janne Jaana por Pyar Kiya To Darna Kya.
9. "Kya Bolti Tu"
10. "Dus" parodia de They don`t care about us por Michael Jackson.
11. "Sehan Karna Nahi" parodia  de Desert Rose de Sting.
12. "Ki Dhulai" parodia  de Stayin' Alive de Bee Gees.
13. "Chaddi"
14. "Made in India" parodia  de" Made in India" de Alisha Chinai.
15. "Thu" parodia de Tu Hi Tu by Sonu Nigam.
16. "Bhaiya Bhaiya"
17. "Soch Le Bhai"
18. "Ara Ra Ra"

### Patel Scope III
1. "Somwar Ko Sita" parodia  de Ina Meena Dika de Kishore Kumar.
2. "Main Adha Raha" parodia de Tu Tu Hai Wohi de Ek Haseena Thi, the starting music is based on the techno song Around the World (La La La La La).
3. "Hai Kamar Hoi Kamar" parodia  de Whenever, Wherever de Shakira.
4. "TV serial Jab Banta Hai" parodia  de Thoda Resham Lagta Hai de Meghna Naidu.
5. "Bhajiya Garam" parodia  de Dum Maro Dum de Hare Rama Hare Krishna.
6. "Susu-Susu" parodia de Suku Suku de Shammi Kapoor.
7. "Cat Mouse Dog" parodia  de Jailhouse Rock de Elvis Presley.
8. "Chalte Chalte" parodia  de Chalte Chalte de Pakeezah.
9. "Dil Chahta Hai" parodia  deDil Chahta Hai de Dil Chahta Hai.
10. "Monkey Monkey" parodia  de [Money Money-ABBA] de ABBA.
11. "De De Thappad De "parodia  de  Hey Baby de No Doubt.
12. "Main Hoon Mad" Parody of Bad de Michael Jackson.
13. "Ho Jata Hai Scene" parodia  de Rasputin de Boney M.
14. "Kambhakt Machhar" parodia de Kambakht Ishq.

### Rasna Juc-up Mauj Masti Mix
- Archivado el 5 de abril de 2012 en Wayback Machine.

- Sab Hain Mad Man

### Other Devang Patel songs
1. "O O Jane Jana"
2. "Stop that"
3. "Meri Merzi"
4. "Ande ka funda"
5. "Mauj tu kar"
6. "Jalsa Kar"
7. "Ubho Tha"
8. "Ghar"
9. Jeevansathi
10. Gad Na Bolay
11. Na Karay, Na Karay